# Jude Ciccolella
Richard Jude Ciccolella, mais conhecido por Jude Ciccolella (Condado de Nassau, 30 de novembro de 1947) é um ator norte-americano.

## Carreira
Formado na Temple University em teatro, seus trabalhos incluem participações em filmes como The Shawshank Redemption, Boys on the Side, Night Falls on Manhattan, Star Trek: Nemesis, Abaixo o Amor, O Terminal, Demolidor - O Homem Sem Medo, Uma Noite Inesquecível, Prison Break, Sob o Domínio do Mal, Sin City e Glengarry Glen Ross, com Kevin Spacey e Al Pacino.
Na televisão, teve participações em Law & Order, Nova Iorque Contra o Crime, ER e papéis recorrentes em 24 Horas como o Chefe de Gabinete Mike Novick, seu maior papel, e em Everybody Hates Chris como o Diretor Raymond, no qual teve de ser substituído para retornar como recorrente em 24 Horas nas 4ª e 5ª Temporadas.

## Filmografia

### No cinema
| Ano  | Título                                    | Personagem                 | Notas              |
| ---- | ----------------------------------------- | -------------------------- | ------------------ |
| 1985 | Insignificance                            | Feitor                     | —                  |
| 1985 | Brass                                     | Detetive Si Levy           | —                  |
| 1985 | Out of the Darkness                       | Detetive O'Malley          | —                  |
| 1987 | Critical Condition                        | Jack Kinney                | —                  |
| 1987 | Morgan Stewart's Coming Home              | —                          | —                  |
| 1988 | Alone in the Neon Jungle                  | —                          | —                  |
| 1988 | Shakedown                                 | Patrick O'Leary            | —                  |
| 1991 | City of Hope                              | Paddy                      | —                  |
| 1992 | With Murder in Mind                       | —                          | —                  |
| 1992 | Glengarry Glen Ross                       | —                          | —                  |
| 1992 | Teamster Boss: The Jackie Presser Story   | Tony                       | —                  |
| 1994 | The Shawshank Redemption                  | Mert                       | —                  |
| 1994 | Janek: The Silent Betrayal                | Lambroso                   | —                  |
| 1995 | Boys on the Side                          | Jerry                      | —                  |
| 1995 | Mad Love                                  | Richard Roberts            | —                  |
| 1995 | The Keeper                                | —                          | —                  |
| 1995 | Inflammable                               | CPO Duke Miller            | —                  |
| 1996 | Harrison: Cry of the City                 | Macklin                    | —                  |
| 1996 | Night Falls on Manhattan                  | Tenente Wilson             | —                  |
| 1998 | Mercury Rising                            | Agente Blackwell           | —                  |
| 1998 | Beloved                                   | —                          | —                  |
| 1999 | Gloria                                    | Padre                      | —                  |
| 1999 | Flawless                                  | Detective Noonan           | —                  |
| 2002 | High Crimes                               | Col. Farrell               | —                  |
| 2002 | Washington Heights                        | Sean                       | —                  |
| 2002 | Star Trek: Nemesis                        | Comandante Suran           | —                  |
| 2003 | Daredevil                                 | Robert McKensie            | (Corte do Diretor) |
| 2003 | Head of State                             | Sr. Earl                   | —                  |
| 2003 | Down with Love                            | —                          | —                  |
| 2003 | Martha, Inc.: The Story of Martha Stewart | Ed Kostyra                 | —                  |
| 2004 | The Terminal                              | Karl Iverson               | —                  |
| 2004 | The Manchurian Candidate (2004)           | David Donovan              | —                  |
| 2004 | Million Dollar Baby                       | Hogan                      | —                  |
| 2005 | Sin City                                  | Liebowitz                  | —                  |
| 2005 | The L.A. Riot Spectacular                 | —                          | —                  |
| 2005 | Code Breakers                             | Comandante Paul D. Harkins | —                  |
| 2006 | The Virgin of Juarez                      | —                          | —                  |
| 2006 | World Trade Center                        | Inspetor Fields            | —                  |
| 2006 | A Perfect Day                             | Chuck                      | —                  |
| 2007 | Premonition                               | Father Kennedy             | —                  |
| 2007 | The Wager                                 | Kenny                      | —                  |
| 2008 | Julia                                     | Nick                       | —                  |
| 2009 | Stolen Lives                              | —                          | —                  |
| 2011 | The Guest Room                            | Everett Hutchins           | —                  |
| 2012 | The Babymakers                            | Coach Stubbs               | —                  |
| 2012 | Stealing Roses                            | Al                         | —                  |
| 2013 | Event 15                                  | General Black              | —                  |
| 2013 | The Gauntlet                              | William                    | —                  |
| 2014 | Sin City: A Dame to Kill For              | Liebowitz                  | —                  |
| 2015 | Toxin                                     | CEO                        | —                  |
| 2015 | Beautiful & Twisted                       | Detetive Dalton            | —                  |
| 2017 | 1                                         | —                          | —                  |

### Na televisão
| Ano       | Título                                     | Personagem                                  | Notas                                |
| --------- | ------------------------------------------ | ------------------------------------------- | ------------------------------------ |
| 1985      | Doubletake                                 | —                                           | —                                    |
| 1985      | The Equalizer                              | Joe                                         | Episódio: Back Home                  |
| 1986      | Spenser: For Hire                          | Gus Sloan                                   | Episódio: White Knight               |
| 1989      | Kate & Allie                               | —                                           | Episódio: Loan-some Bob              |
| 1990      | True Blue                                  | —                                           | Episódio: Tunnel Vision              |
| 1992-1997 | Law & Order                                | Allen Sherick/Capitão Dennis Burnett/Morgan | 3 Episódios                          |
| 1993      | The Adventures of Pete & Pete              | Mr. Slurm                                   | Episódio: Tool and Die               |
| 1994      | CBS Schoolbreak Special                    | Tio Joe                                     | Episódio: Same Difference            |
| 1995      | New York News                              | —                                           | Episódio: Broadway Joe               |
| 1995-1996 | New York Undercover                        | Robert Olsen/Agente Weston                  | 2 Episódios                          |
| 1997      | Dellaventura                               | Detetive McMillan                           | Episódio: Clean Slate                |
| 1997-2004 | NYPD Blue                                  | Simon Kerensky/Podesky                      | 3 Episódios                          |
| 1999      | It's True!                                 | Warren Stone                                | Episódio: The Rats of Rumfordton     |
| 1999      | Viper                                      | Marcus White                                | 2 Episódios                          |
| 1999      | The Sentinel                               | Harry Conkle                                | Episódio: Most Wanted                |
| 1999      | Martial Law                                | —                                           | Episódio: 24 Hours                   |
| 2000      | Walker, Texas Ranger                       | Becker                                      | Episódio: Thunderhawk                |
| 2000      | The Others                                 | Lewis Purdy                                 | Episódio: Theta                      |
| 2000      | Falcone                                    | Floyd Kehoe                                 | 2 Episódios                          |
| 2001      | 100 Centre Street                          | Sr. G.                                      | Episódio: Let's Make a Night of It   |
| 2001      | UC: Undercover                             | Eddie Pearl                                 | Episódio: Honor Among Thieves        |
| 2001-2006 | 24                                         | Mike Novick                                 | 59 Episódios                         |
| 2002      | ER                                         | Charlie                                     | Episódio: Bygones                    |
| 2003      | The Agency                                 | Martin Parris                               | Episódio: Soft Kills                 |
| 2003      | The Guardian                               | —                                           | 2 Episódios                          |
| 2004      | Law & Order: Criminal Intent               | Perry Powell                                | Episódios: Mad Hops                  |
| 2004      | CSI: NY                                    | Nick Vicenzo                                | Episódio: Officer Blue               |
| 2005      | Everybody Hates Chris                      | Diretor Julius Raymond                      | 4 Episódios                          |
| 2007      | Life                                       | Professor Luke Dujardin                     | Episódio: Dig a Hole                 |
| 2008      | Medium                                     | Richard Madsen                              | Episódio: Lady Killer                |
| 2008      | Boston Legal                               | General Robert Seagram                      | Episódio: Patriot Acts               |
| 2008      | Prison Break                               | Howard Scuderi                              | 3 Episódio                           |
| 2008-2011 | NCIS: Naval Criminal Investigative Service | Phillip Davenport                           | 4 Episódios                          |
| 2009      | Monk                                       | Tom Bennet                                  | Episódio: Mr. Monk's Other Brother   |
| 2009      | Cold Case                                  | Heaton                                      | Episódio: Iced                       |
| 2009      | The Mentalist                              | Freddy Fitch                                | Episódio: Throwing Fire              |
| 2010      | Burn Notice                                | Connor Johnson                              | Episódio: A Dark Road                |
| 2010      | Detroit 1-8-7                              | Roy Darrow                                  | Episódio: Shelter                    |
| 2010-2011 | CSI: Crime Scene Investigation             | Dr. Huxbee                                  | 2 Episódios                          |
| 2011      | Dr. House                                  | Mendelson                                   | Episódio: Twenty Vicodin             |
| 2012      | Touch                                      | Arnie Klepper                               | 3 Episódios                          |
| 2013      | Body of Proof                              | Mo Childs                                   | Episódio: Committed                  |
| 2013      | Susanna                                    | Ben                                         | 2 Episódios                          |
| 2014      | Perception                                 | —                                           | Episódio: Dirty                      |
| 2014      | Matador                                    | Ernest MacDonald                            | 8 Episódios                          |
| 2014      | Major Crimes                               | Ed Winslow                                  | Episódios: Trial by Fire             |
| 2016      | NCIS: New Orleans                          | David Peterson                              | Episódio: Collateral Damage          |
| 2018      | Lethal Weapon                              | Frankie Kelso                               | Episódio: Frankie Comes to Hollywood |
| 2019      | Law & Order: Special Victims Unit          | Edgar Noone                                 | Episódio: Dear Ben                   |

### Como dublagem
| Ano  | Título             | Personagem     | Notas |
| ---- | ------------------ | -------------- | ----- |
| 2010 | Fallout: New Vegas | 10 Personagens | Voz   |